# المريخ 1
المريخ 1، المعروف أيضًا باسم 1962 بيتا نو 1، والمريخ 2إم في-4 وسبوتنيك 23، كانت محطة كوكبية آلية أطلقت في اتجاه المريخ في 1 نوفمبر 1962، وهي الأولى في برنامج مسبار المريخ السوفيتي، بهدف التحليق بالقرب من الكوكب على مسافة حوالي 11,000 كـم (6,800 ميل). صُممت لتصوير السطح وإرسال بيانات عن الإشعاع الكوني، واصطدامات النيازك الدقيقة، والمجال المغناطيسي للمريخ، وبيئة الإشعاع، والبنية الجوية، والمركبات العضوية المحتملة.
بعد مغادرة مدار الأرض، انفصلت المركبة الفضائية عن المرحلة الرابعة من معزز مولنيا، ونُشرت الألواح الشمسية. أشارت البيانات المبكرة من القياس عن بعد إلى وجود تسرب في أحد صمامات الغاز في نظام التوجيه، لذا نُقلت المركبة الفضائية إلى وضع التثبيت الجيروسكوبي. أجرت المركبة واحدًا وستين إرسالًا لاسلكيًا، في البداية بفاصل يومين، ثم بفاصل خمسة أيام، متضمنة كمية كبيرة من البيانات بين الكواكب.
في 21 مارس 1963، عندما كانت المركبة الفضائية على مسافة 106,760,000 كـم (66,340,000 ميل) من الأرض في طريقها إلى المريخ، توقفت الاتصالات، ربما بسبب فشل نظام توجيه هوائي المركبة الفضائية. ربما حدث أقرب اقتراب للمركبة الفضائية مارس 1 من المريخ في 19 يونيو 1963 على مسافة تقريبية تبلغ 193,000 كـم (120,000 ميل)، وبعدها دخلت المركبة الفضائية في مدار حول الشمس.